# Bill Masterton
William „Bill“ Masterton (* 16. August 1938 in Winnipeg, Manitoba; † 15. Januar 1968 in Minneapolis, Minnesota) war ein US-amerikanisch-kanadischer Eishockeyspieler. Er ist der einzige Spieler in der Geschichte der National Hockey League, der aufgrund einer aus einem Spiel resultierenden Verletzung starb.

## Karriere

### Karrierebeginn und Studium
Bill Masterton spielte in seiner Jugend Eishockey in Winnipeg und ging ab 1957 auf die University of Denver. In seinem letzten Jahr in Denver führte er das Eishockeyteam der Universität 1961 zum Titelgewinn in der National Collegiate Athletic Association und er selbst wurde zum wertvollsten Spieler des Jahres geehrt.
Danach unterbrach er sein Studium und unterschrieb einen Vertrag bei den Canadiens de Montréal. In den folgenden zwei Jahren spielte er bei den Farmteams der Canadiens. 1961/62 war er bei den Hull-Ottawa Canadiens in der EPHL, wo er in 65 Spielen 66 Punkte erreichte und 1962/63 bei den Cleveland Barons in der AHL, wo ihm 82 Punkte in 72 Spielen gelangen.
Mit dem Ende der Saison ging er zurück an die University of Denver und legte für das folgende Jahr eine Eishockey-Pause ein. 1964 erhielt er sein Masters Degree im Finanzwesen an der Universität.
Die Saison 1964/65 kehrte er wieder zurück ins Eishockeygeschäft. Er spielte fortan in der Amateurliga USHL und arbeitete im Unternehmen Honeywell. Masterton überzeugte mit seinen Leistungen und schaffte von 1965 bis 1967 in 51 Spielen 106 Punkte.

### NHL-Profi
1967 ging endlich sein Traum von einer Karriere als Profispieler in Erfüllung, denn das gerade gegründete NHL-Team Minnesota North Stars kaufte die Rechte an Masterton von den Montréal Canadiens. Masterton war nach Torhüter Carl Wetzel der zweite Spieler, der einen Vertrag bei dem Team unterzeichnete. Trotz vierjähriger Abstinenz vom Profi-Eishockey konnte er sich im Team durchsetzen und schrieb am 11. Oktober 1967 Geschichte, als er das erste NHL-Tor in der Geschichte der North Stars erzielte. In den folgenden drei Monaten traf er weitere drei Mal und bereitete acht Tore vor.

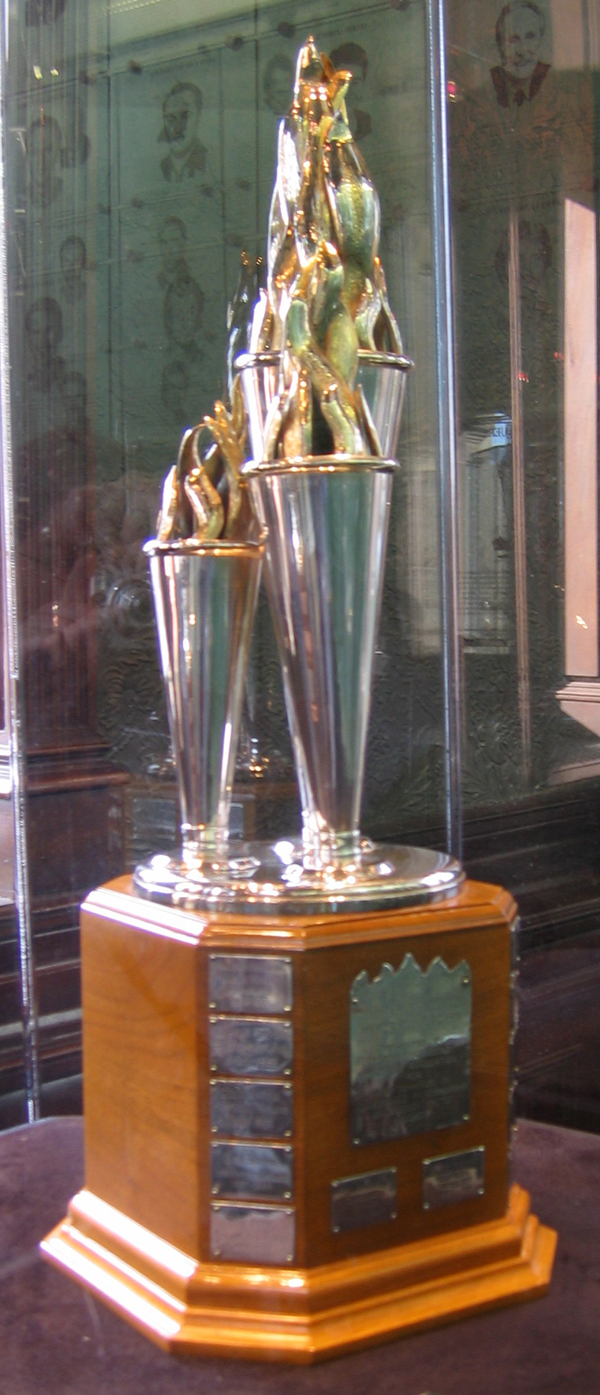
Die Bill Masterton Memorial Trophy, die im Gedenken an Bill Masterton geschaffen wurde

Am 13. Januar 1968 traf das Team auf die Oakland Seals im heimischen Met Center. Bei einem Vorstoß in das gegnerische Drittel wurde Masterton von Ron Harris gestoppt und schlug mit dem Hinterkopf auf dem Eis auf. Stark blutend wurde er vom Eis getragen und in ein Krankenhaus gebracht. Am Morgen des 15. Januar erlag er seiner Verletzung.
Bill Masterton starb im Alter von 29 Jahren und hinterließ Frau und zwei Kinder.

### Nach dem tödlichen Unfall
Es war das erste und bisher einzige Mal in der Geschichte der NHL, dass ein Spieler an Verletzungen starb, die er sich in einem Spiel zuzog. Der Tod von Bill Masterton führte dazu, dass immer mehr Spieler begannen, während des Spiels einen Helm zu tragen, was bis dahin die wenigsten taten.
Im Gedenken an Masterton trug kein Spieler der Minnesota North Stars mehr seine Nummer 19, und 1987 wurde ihm zu Ehren ein Banner mit dieser Nummer in die Arena der North Stars gehängt, sodass die Nummer nun offiziell gesperrt war. Als die North Stars nach Dallas umzogen, um die Dallas Stars zu werden, wurde das Banner mit in das neue Eisstadion genommen.
Die Professional Hockey Writers’ Association schuf ihm zu Ehren die Bill Masterton Memorial Trophy, die seit 1968 jährlich an den Spieler vergeben wird, der durch Ausdauer, Hingabe und Fairness in und um das Eishockey herausragte.

## Erfolge und Auszeichnungen
- 1960 WCHA First All-Star Team
- 1960 NCAA West First All-American Team
- 1961 WCHA First All-Star Team
- 1961 NCAA West First All-American Team
- 1961 NCAA Championship All-Tournament Team
- 1961 NCAA Championship Tournament MVP